# Hernán Olguín
José Hernán Olguín Maibée (Santiago de Chile, Chile; 5 de agosto de 1949 - ibídem, 27 de julio de 1987) fue un periodista chileno más conocido por realizar programas de reportajes de ciencia y tecnología con altos niveles de audiencia en Canal 13 de la Universidad Católica de Chile.

## Biografía
Fue hijo de un empleado bancario y una dueña de casa. Su educación secundaria la realizó en el Liceo Manuel Barros Borgoño, mientras que en 1968 ingresó a estudiar periodismo a la Pontificia Universidad Católica de Chile. Su director de carrera, Vicente Pérez, se lo lleva a él y a otros estudiantes para realizar su práctica profesional en Canal 13, el cual era dependiente de la Pontificia Universidad Católica de Chile, lugar que se transformaría en su lugar de trabajo permanente. El 8 de diciembre de 1969 realiza su primer reportaje.[cita requerida]
En 1976 se casa con Patricia Espejo, con quien tuvo dos hijos, Patricia y José Hernán. Se separa de su esposa en 1984.

## Carrera televisiva
En 1971, finaliza sus estudios, y firma contrato indefinido con Canal 13. Un año antes había ingresado al nuevo noticiero del canal Teletrece, quedando a cargo de las noticias de carácter económico. Un año después, ingresa al espacio Equilibrio, con reportajes de índole ecológica. En 1974, se crea 24 horas, dónde realiza numerosos reportajes de corte científico.
En 1974 es designado como enviado especial al Mundial de Fútbol de Alemania, luego a los Juegos Olímpicos de Montreal 1976, y finalmente a la Copa Davis. En 1976, el director ejecutivo de Canal 13 Eleodoro Rodríguez Matte lo designa jefe de informaciones de la estación y jefe del área de reportajes especiales con tan sólo 26 años. Durante aquel tiempo ingresa como comentarista a Teletrece y como panelista al programa de conversación de actualidad Almorzando en el Trece.
Pero su mayor aporte en Canal 13 fue en 1983, cuando lideró el equipo de la serie de reportajes Mundo. Esta serie, única en su tipo hasta el momento, exponía los avances científicos y tecnológicos de la época, en un lenguaje sencillo para la gente. El programa acaparaba el 60% de la sintonía nacional a la hora en que era emitido.

### Controversias
En 1977 fue parte de un grupo de 77 personalidades jóvenes adherentes a la dictadura militar que asistió al denominado Acto de Chacarillas, evento ideado por Jaime Guzmán y organizado por el Frente Juvenil de Unidad Nacional para celebrar el día de la juventud en la cima del cerro homónimo de Santiago. Ahí, y en medio de antorchas portadas por los asistentes, el general Augusto Pinochet, gobernante de facto del país, pronunciaría un discurso en el que delinearía la nueva institucionalidad que regiría el Estado en los siguientes años.

## Enfermedad y fallecimiento
A fines de 1984, Olguín empezó a sufrir de molestias estomacales, las cuales terminarían siendo un tumor, que en 1985 se convirtió en un cáncer gástrico; una operación de urgencia le salvó la vida. Luego de ello, lanza al mercado su libro Notas del Mundo de Hoy, e inaugura en junio de 1986, la tercera temporada de su serie Mundo '86, el cual a diferencia de las dos temporadas anteriores iría en vivo.
A principios de 1987, sufrió una nueva recaída, debiendo ser intervenido quirúrgicamente. En junio de aquel año, fue internado en el Hospital Clínico de la Universidad Católica de Chile, con su enfermedad ya avanzada, y con pobres esperanzas de vida.
A las 13:00 del 27 de julio de 1987, Hernán Olguín finalmente falleció, con sólo 37 años. En 1988, con el patrocinio del Laboratorio Chile, se creó el Premio "Hernán Olguín Maibée", cuya primera ganadora fue la periodista científica de la Universidad de Chile, María Elena Revuelta Pinto.